# Tandanus
Tandanus is een geslacht van straalvinnige vissen uit de familie van de koraalmeervallen (Plotosidae).

## Soorten
- Tandanus bostocki Whitley, 1944
- Tandanus tandanus Mitchell, 1838